# Skrýšov (Křečovice)
Skrýšov (Duits: Skreischau of Skreischau bei Kretschowitz) is een Tsjechische plaats in de gemeente Křečovice, regio Midden-Bohemen, en maakt deel uit van het district Benešov. Het dorp ligt op ongeveer 700 meter afstand van Křečovice.
Skrýšov telt 17 inwoners (2021).

## Geografie
De Křečovickýbeek stroomt vlak bij het dorp.

## Geschiedenis
De eerste schriftelijke vermelding van het dorp dateert van 1370 als Skregschow. In 1669 werd baron Václav Karel Čelibský ze Soutic a na Skrýšově eigen van Skrýšov. De historische naam Skregschow werd al eerder gebruikt voor de nederzetting nabij de oorspronkelijke holle weg die Křečovice en Suchdol verbond. De huidige asfaltweg doorsnijdt echter het dorp en volgt daarmee niet de oorspronkelijke weg, maar het pad dat de lokale bevolking gebruikte om de parochie van Křečovice te bezoeken. In 1816 telde Skrýšov 9 boerderijen.
Tijdens de Tweede Wereldoorlog was het dorp onderdeel van het militaire oefenterrein van de Waffen-SS Benešov. Op 31 december 1943 moesten de inwoners daarom noodgedwongen hun huizen verlaten.
In 1960 werd Skrýšov, samen met Křečovice, ingedeeld bij het district Benešov.

## Verkeer en vervoer

### Autowegen
Er leidt een regionale weg naar het dorp.

### Spoorlijnen
Er is geen station in Skrýšov. Het dichtstbijzijnde station is in Sedlčany, op zo'n tien kilometer afstand. Dat station ligt aan de spoorlijn van Benešov naar Vlašim.

### Buslijnen
Er is geen bushalte in het dorp. De dichtstbijzijnde bushalte is in Krečovice, op zo'n 700 meter afstand:
| Halte                | Lijn | Traject           | Vervoerder |
| -------------------- | ---- | ----------------- | ---------- |
| Křečovice, Krečovice | 754  | Benešov - Příbram | ZDAR       |

## Galerij

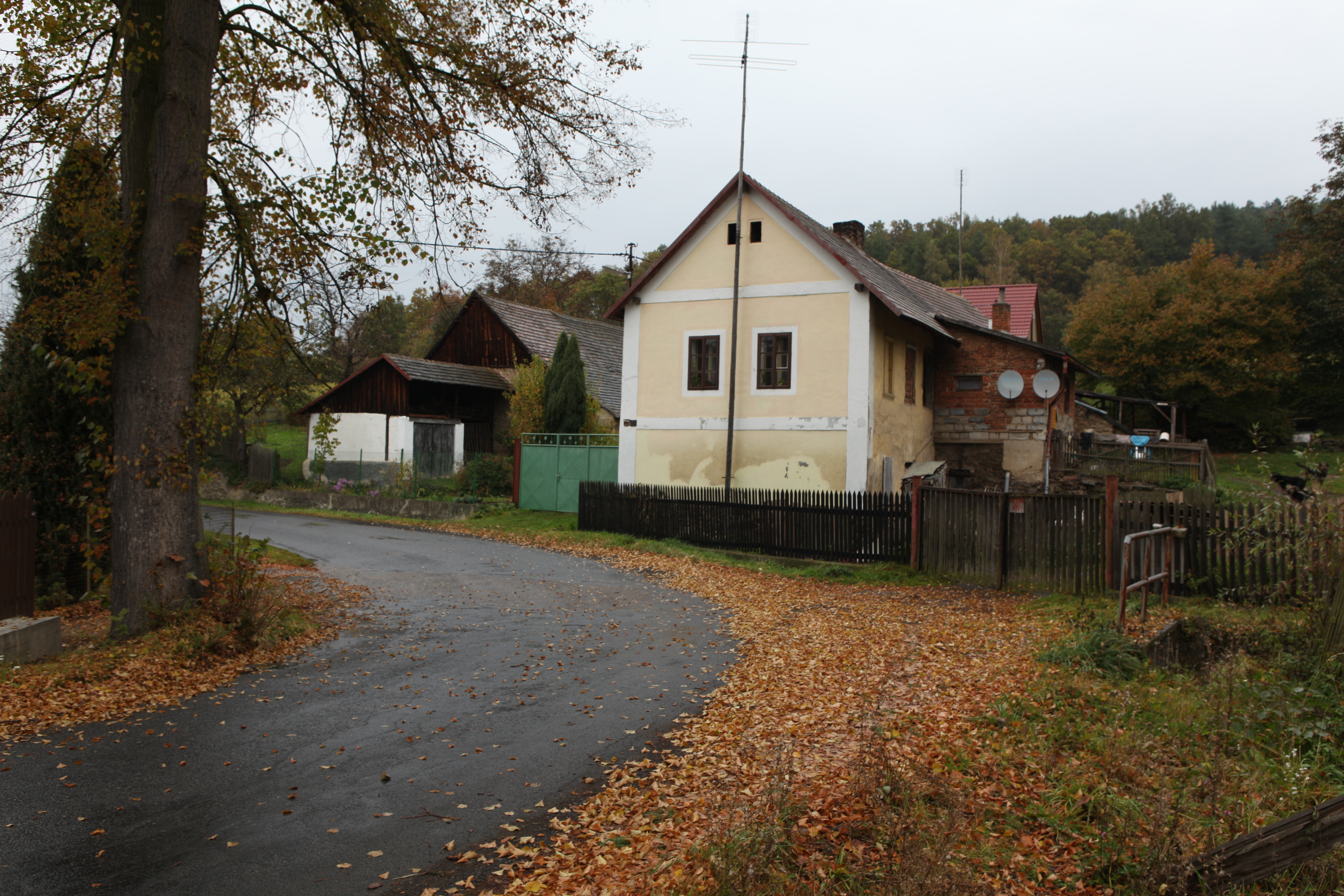
Huizen in het dorp (2010)
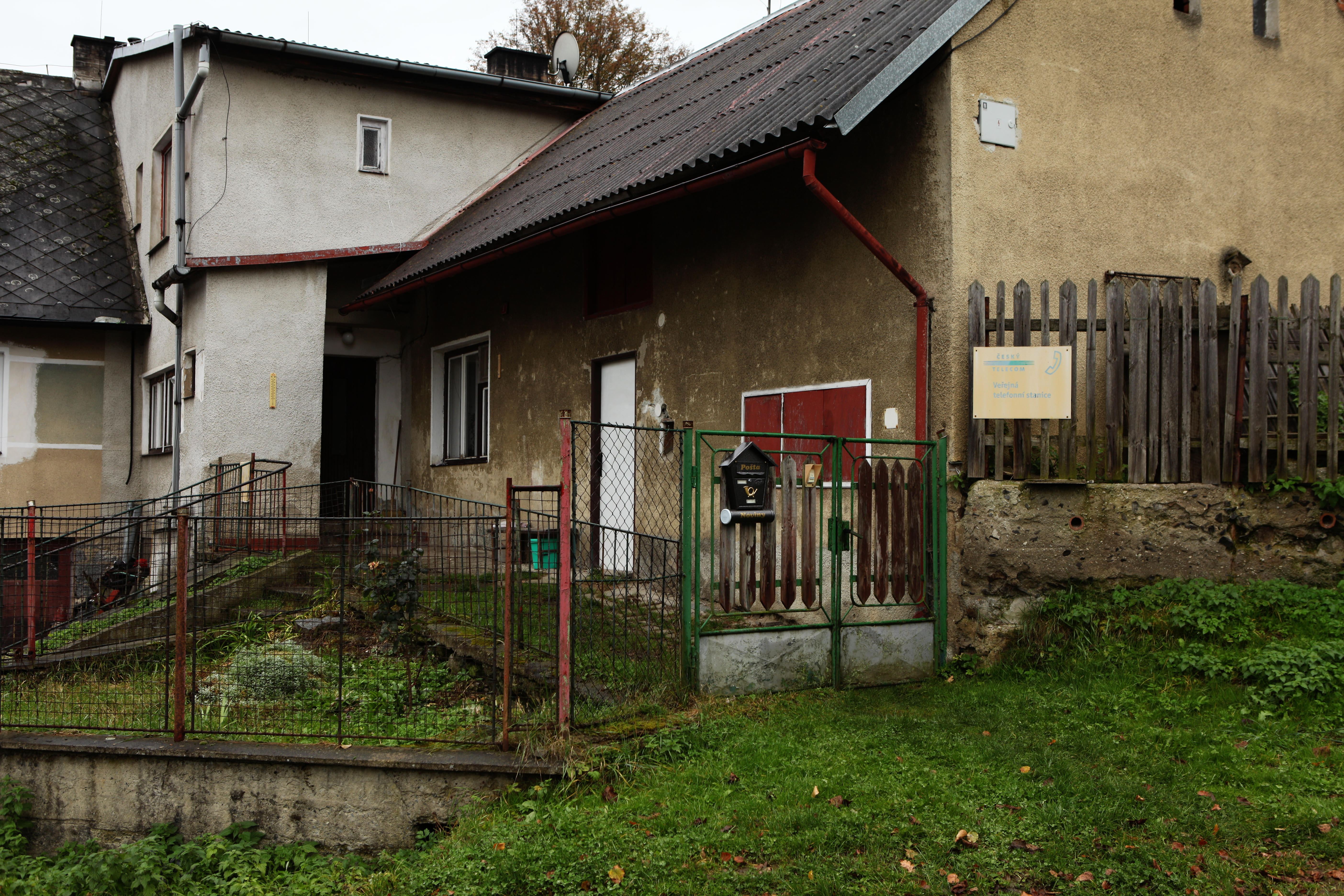
Openbaar telefoonhuis (2010)